# Capdenac
Capdenac település Franciaországban, Lot megyében. Lakosainak száma 1070 fő (2022. január 1.). Capdenac Asprières, Capdenac-Gare, Causse-et-Diège, Cuzac, Faycelles, Figeac, Lentillac-Saint-Blaise és Lunan községekkel határos.

## Népesség
A település népességének változása:
| Lakosok száma | 966  | 1027 | 932  | 1062 | 1085 | 1097 | 1105 | 1112 | 1112 | 1070 |
|               | 1968 | 1982 | 1990 | 2006 | 2013 | 2015 | 2017 | 2019 | 2020 | 2022 |